# Championnat de Nouvelle-Zélande de football 2018-2019
Navigation
Saison précédente Saison suivante
La saison 2018-2019 du Championnat de Nouvelle-Zélande de football est la 50e édition du championnat de première division en Nouvelle-Zélande et la 15e édition du New Zealand Football Championship. Le NZFC (rebaptisé depuis 2017 ISPS Handa Premiership, du nom de son sponsor), regroupe dix clubs du pays au sein d'une poule unique, où ils s'affrontent deux fois au cours de la saison, à domicile et à l'extérieur. À la fin de la compétition, les quatre premiers du classement disputent la phase finale pour le titre. Le championnat fonctionne avec un système de franchises, comme en Australie ou en Major League Soccer; il n'y a donc ni promotion, ni relégation en fin de saison.
Deux places qualificatives pour la Ligue des champions sont attribuées : une pour le premier du classement à l'issue de la saison régulière et une pour le vainqueur de la finale nationale. Si un club termine en tête du classement puis remporte la finale, c'est le deuxième du classement de la saison régulière qui reçoit son billet pour la Ligue des champions.
Le calendrier de la saison est publié le 11 septembre. Initialement prévu le 20 octobre, le début de la saison a lieu le 14 octobre avec un match avancé de la 8e journée. Ceci est dû à la participation de Team Wellington à la Coupe du monde des clubs de la FIFA 2018. Le match de la 9e journée de cette équipe est également décalé pour cette raison. La plupart des matchs se déroulent le samedi ou le dimanche, exceptionnellement le vendredi ou le lundi. Une rencontre de chaque journée est retransmise sur SkySport, ainsi que les demi-finales et la finale.
Avec 52 points (sur 54 possibles), Auckland City bat le record de points sur une saison régulière, détenu depuis 2008 par Waitakere United (51 points, en 21 matchs). 
Eastern Suburbs remporte le deuxième titre de son histoire après celui de 1971, le premier depuis l'instauration du NZFC, en battant en finale Team Wellington.

## Clubs participants
| Équipe                     | Ville             | Stade                                    | Capacité | Entraineur       |
| -------------------------- | ----------------- | ---------------------------------------- | -------- | ---------------- |
| Auckland City FC           | Auckland          | Kiwitea Street                           | 3 250    | Ramon Tribulietx |
| Canterbury United          | Christchurch      | English Park                             | 9 000    | Willy Gerdsen    |
| Eastern Suburbs            | Panmure, Auckland | Riverhills Park                          | 5 000    | Danny Hay        |
| Hamilton Wanderers         | Hamilton          | Porritt Stadium                          | 5 000    | Ricki Herbert    |
| Hawke's Bay United         | Napier            | Bluewater Stadium                        | 5 000    | Brett Angell     |
| Southern United            | Dunedin           | Sunnyvale Park                           | 1 000    | Paul O'Reilly    |
| Tasman United              | Nelson            | Trafalgar Park                           | 18 000   | Davor Tavich     |
| Team Wellington            | Wellington        | David Farrington Park                    | 1 500    | Jose Figuiera    |
| Waitakere United           | Waitakere         | Douglas Track & Field (the Trusts Arena) | 3 000    | Chris Milicich   |
| Wellington Phoenix Reserve | Wellington        | Jerry Collins Stadium (Porirua)          | 1 900    | Mark Rudan       |

## Compétition

### Première phase

#### Classement
Le barème utilisé pour établir le classement est le suivant :
- Victoire : 3 points
- Match nul : 1 point
- Défaite : 0 point

En cas d'égalité, les résultats des confrontations directes sont pris en compte avant la différence de buts.
| Rang | Équipe                     | Pts | J  | G  | N | P  | Bp | Bc | Diff |
| ---- | -------------------------- | --- | -- | -- | - | -- | -- | -- | ---- |
| 1    | Auckland City T            | 52  | 18 | 17 | 1 | 0  | 46 | 18 | +28  |
| 2    | Eastern Suburbs            | 40  | 18 | 13 | 1 | 4  | 53 | 16 | +37  |
| 3    | Canterbury United          | 34  | 18 | 10 | 4 | 4  | 34 | 29 | +5   |
| 4    | Team Wellington            | 34  | 18 | 10 | 4 | 4  | 43 | 25 | +18  |
| 5    | Southern United            | 23  | 18 | 6  | 5 | 7  | 24 | 30 | -6   |
| 6    | Hamilton Wanderers         | 17  | 18 | 5  | 2 | 11 | 34 | 44 | -10  |
| 7    | Hawke's Bay United         | 17  | 18 | 4  | 5 | 9  | 38 | 55 | -17  |
| 8    | Tasman United              | 14  | 18 | 3  | 5 | 10 | 22 | 36 | -14  |
| 9    | Waitakere United           | 13  | 18 | 4  | 1 | 13 | 29 | 46 | -17  |
| 10   | Wellington Phoenix Reserve | 11  | 18 | 3  | 2 | 13 | 22 | 46 | -24  |

|  | Qualification pour la phase finale et la Ligue des champions de l'OFC 2020 |
|  | Qualification pour la phase finale                                         |
|  | T : Tenant du titre                                                        |

#### Résultats
| Résultats (▼dom., ►ext.) | AC  | CU   | ES  | HW  | HBU | SU  | TU  | TW  | WU  | WPR |
| Auckland City            |     | 4-1  | 3-2 | 3-2 | 2-1 | 2-1 | 3-1 | 4-3 | 5-2 | 2-1 |
| Canterbury United        | 0-1 |      | 1-3 | 3-3 | 5-2 | 1-0 | 1-0 | 2-1 | 2-1 | 2-1 |
| Eastern Suburbs          | 0-1 | 5-1  |     | 5-1 | 5-0 | 3-0 | 0-0 | 1-2 | 5-1 | 2-0 |
| Hamilton Wanderers       | 0-1 | 2-4  | 0-2 |     | 4-4 | 0-1 | 2-3 | 2-4 | 3-1 | 3-1 |
| Hawke's Bay United       | 1-4 | 2-2  | 1-4 | 0-2 |     | 3-2 | 2-2 | 3-6 | 4-0 | 4-1 |
| Southern United          | 1-1 | 0-1  | 1-6 | 3-1 | 2-2 |     | 3-1 | 0-0 | 2-1 | 2-2 |
| Tasman United            | 1-3 | 0-0* | 1-3 | 1-2 | 2-4 | 1-2 |     | 2-2 | 3-1 | 3-2 |
| Team Wellington          | 1-2 | 1-1  | 3-1 | 2-1 | 2-2 | 3-1 | 2-0 |     | 1-2 | 3-0 |
| Waitakere United         | 0-2 | 1-4  | 0-2 | 3-4 | 7-2 | 1-1 | 3-0 | 0-3 |     | 0-2 |
| Wellington Phoenix Res.  | 0-3 | 2-3  | 0-4 | 3-2 | 3-1 | 1-2 | 1-1 | 1-4 | 1-5 |     |

Le match opposant Tasman United à Canterbury United, initialement suspendu à cause des attentats de Christchurch, a finalement été annulé. La fédération entérine un résultat fictif de 0-0 et attribue le point du match nul à chaque équipe.

### Phase finale
|  | Demi-finales          | Demi-finales          | Demi-finales    | Demi-finales    |                 |                 | Finale       | Finale       | Finale       | Finale       |
|  |                       |                       |                 |                 |                 |                 |              |              |              |              |
|  | 23 mars 2019          | 23 mars 2019          | 23 mars 2019    | 23 mars 2019    |                 |                 | 31 mars 2019 | 31 mars 2019 | 31 mars 2019 | 31 mars 2019 |
|  | (2) Eastern Suburbs   | (2) Eastern Suburbs   | 1               | 1               |                 |                 | 31 mars 2019 | 31 mars 2019 | 31 mars 2019 | 31 mars 2019 |
|  | (2) Eastern Suburbs   | (2) Eastern Suburbs   | 1               | 1               |                 |                 | 31 mars 2019 | 31 mars 2019 | 31 mars 2019 | 31 mars 2019 |
|  | (3) Canterbury United | (3) Canterbury United | 0               | 0               |                 |                 | 31 mars 2019 | 31 mars 2019 | 31 mars 2019 | 31 mars 2019 |
|  | (3) Canterbury United | (3) Canterbury United | 0               | 0               | Eastern Suburbs | Eastern Suburbs | 3            | 3            |              |              |
|  | 24 mars 2019          |                       |                 |                 | Eastern Suburbs | Eastern Suburbs | 3            | 3            |              |              |
|  |                       |                       | Team Wellington | Team Wellington | 0               | 0               |              |              |              |              |
|  | (1) Auckland City     | (1) Auckland City     | Team Wellington | Team Wellington | 0               | 0               | 1            | 1            |              |              |
|  | (1) Auckland City     | (1) Auckland City     |                 |                 |                 |                 |              | 1            |              |              |
|  | (4) Team Wellington   | (4) Team Wellington   | 3               | 3               |                 |                 |              |              |              |              |
|  | (4) Team Wellington   | (4) Team Wellington   | 3               | 3               |                 |                 |              |              |              |              |

#### Demi-finales
| 23 mars 2019       | Eastern Suburbs | 1 - 0 | Canterbury United | The Trusts Arena, Auckland      |                                 |
| 14:35 heure locale | De Jong 53e     | (0-0) |                   | Arbitrage : Campbell-Kirk Waugh | Arbitrage : Campbell-Kirk Waugh |

| 24 mars 2019       | Auckland City | 1 - 3 | Team Wellington                                    | Kiwitea Street, Auckland |                          |
| 14:35 heure locale | Berlanga 69e  | (0-1) | Kilkolly 37e (pen.) · Sinclair 55e · Stevens 90+3e | Arbitrage : Antony Riley | Arbitrage : Antony Riley |

#### Finale
| 31 mars 2019       | Eastern Suburbs     | 3 - 0 | Team Wellington | QBE Stadium, Auckland    |                          |
| 16:35 heure locale | McCowatt 7e 36e 58e | (2-0) |                 | Arbitrage : Nick Waldron | Arbitrage : Nick Waldron |

## Bilan de la saison
| Championnat de Nouvelle-Zélande de football 2018-2019 |                            |
| Champion                                              | Eastern Suburbs (2e titre) |
| Qualifications continentales                          |                            |
| Ligue des champions de l'OFC 2020                     | Auckland City              |
| Ligue des champions de l'OFC 2020                     | Eastern Suburbs            |